# Кислый мартеновский процесс
Ки́слый марте́новский процесс — мартеновский процесс, проходящий, если подина состоит из SiO2. Если в составе огнеупоров подины преобладают основные оксиды — CaO, MgO, мартеновский процесс называют основным.

## Описание процесса
Футеровка кислых мартеновских печей выполнена из динаса. Наварка пода и откосов производится кислым материалом — кварцевым песком. Шлак в этой печи кислый и не содержит свободной извести. Следовательно, удаление серы и фосфора из расплава не происходит. Поэтому шихта и топливо должны содержать эти примеси в минимальном количестве.
Окислительное действие газов в кислых печах сохраняется и в шлаке образуется до 35 % закиси железа FeO и окиси кремния SiO2. Окисление углерода происходит значительно медленнее, чем в основном процессе, так как кремнезём связывает закись железа в кремнезём. В кислых печах сталь раскисляется лучше. Она содержит меньше растворенных газов, не-металлических включений и отличается высокими механическими свойствами.